# Joseph Derroja
Joseph Barthélemy Xavier Derroja, né le 9 octobre 1822 à Saint-Hippolyte-de-la-Salanque (Pyrénées-Orientales) et mort le 25 mars 1909 à Paris, est un général français.

## Biographie

### Famille
Joseph Derroja naît le 9 octobre 1822 à Saint-Hippolyte-de-la-Salanque, fils de Rose Guiter et de Jacques Derroja.
Son frère, Jacques François Benoit Derroja (né le 12 janvier 1820 à Saint-Hippolyte-de-la-Salanque (Pyrénées-Orientales) était un militaire français. En 1885, il a pris sa retraite, lorsqu'il occupait le poste de commissaire de la supervision administrative de la ligne de chemin de fer de Pontoise-Gisors-Neufchâtel-en-Bray. En 1894, il était chef de bataillon d'infanterie à la retraite avec 30 ans de service et 13 campagnes. Il avait le titre de Chevalier de la Légion d'honneur et, comme son frère, était un membre de la Société agricole scientifique et littéraire des Pyrénées-Orientales.

### Début de carrière
Après avoir suivi des études au collège militaire de La Flèche, Joseph Derroja entre à l'école spéciale militaire de Saint-Cyr en 1841 et en sort sous-lieutenant en 1843. Promu lieutenant en 1847 puis capitaine  en 1853. Affecté au 80e régiment d'infanterie de ligne à Bastia en 1857, il devient chef de bataillon en 1859.

### Participation à la conquête de l'Algérie, à la Guerre de Crimée et à la Campagne d'Italie
Il prend part aux campagnes de conquête de l'Algérie par la France, combat à la bataille d'Isly en 1844 avant de participer à la guerre de Crimée et au siège de Sébastopol en 1854-1855.
Devenu commandant il participe à la campagne d'Italie en 1859 et combat à Magenta et Solferino.

### Participation à la Guerre de 1870
Promu lieutenant-colonel au 33e régiment d'infanterie de ligne puis colonel le 12 septembre 1870, pendant la guerre franco-prussienne, il est promu général de brigade le 25 décembre 1870. Durant cette guerre il est affecté à l'armée du Nord, commandant de la 1re brigade de la 2e division, puis la 1re division du 22e corps d'armée, il participe, sous les ordres du général Faidherbe aux batailles d'Amiens, de l'Hallue, de Bapaume et de Saint-Quentin.

### Participation à l'écrasement de la Commune de Paris
Pendant la Commune de Paris il commande une brigade « versaillaise »  composée des 109e et 110e régiments d'infanterie de ligne qui protège le 18 mars l'évacuation du maire de Paris, Jules Ferry, qui avait été menacé de mort par des communards. Après l'écrasement de la Commune, Joseph Derroja prend le commandement de la 6e brigade d'infanterie à Beauvais puis en 1874, celui de la 68e brigade d'infanterie et 1875 de nouveau la 6e. Le 4 mars 1879 il est promu major général et prend le commandement de la 13e division d'infanterie puis de la 14e. Du 2 avril 1881 au 1er avril 1884, il prend le commandement du 2e corps d'armée, basé à Amiens.
Le 2 avril 1884 il devient membre du comité consultatif de l'état-major général et de la Commission mixte des Travaux publics jusqu'au 5 novembre 1887, où il prend sa retraite.
En 1885 il demeure 14 rue d'Alger dans le 1er arrondissement de Paris

## Décorations
- Médaille de la campagne d'Italie
- Médaille de Rome
- Médaille d'Algérie
- Ordre de Saint-Grégoire-le-Grand
- 1861 : Chevalier de la Légion d'honneur
- 1871 : Officier de la Légion d'honneur
- 1878 : Commandeur de la Légion d'honneur
- 1887 : Grand officier de la Légion d'honneur

Le sculpteur Gustave Adolphe Désiré Crauk lui a consacré en 1890 une statue. 
Il a été membre, de 1881 à 1899, de la Société agricole, scientifique et littéraire des Pyrénées-Orientales